# República Transpadana
A República Transpadana foi um Estado que existiu na península Itálica, entre 15 de novembro de 1796 e 29 de junho de 1797 , fundado pelos exércitos revolucionários franceses, comandados por Napoleão Bonaparte. Seu território correspondia aproximadamente ao antigo Ducado de Milão, do Ducado de Mântua e partes ocidentais do Vêneto.
Foi precedido pela República Lombarda (15 de maio de 1796), proclamada logo após a ocupação francesa (9 de maio de 1796). Teve também um breve período sob ocupação austríaca (16 de abril a 12 de maio de 1797).
Em 29 de junho de 1797, a República Transpadana unificou-se com a República Cispadana dando origem à  República Cisalpina.

## Antecedentes
Em março de 1796, o diretório nomeou o general Napoleão Bonaparte comandante em chefe das tropas revolucionárias francesas no fronte italiano, onde os franceses estavam combatendo desde 1792 as tropas austríacas e sardo-piemontesas da Primeira Coalizão.
Com a vitória de Napoleão na batalha de Lodi, 10 de maio de 1796, as tropas francesas ocuparam o território sob domínio austríaco (Ducado de Milão, Ducado de Mântua); os territórios do Ducado de Módena e Reggio e alguns territórios que faziam parte dos Estados Pontifícios (Bolonha e Ferrara). Os territórios ao norte do rio Pó (Ducado de Milão, Ducado de Mântua) foram unidos na chamada República Transpadana.

## Rearranjo territorial das novas repúblicas
Em 26 de abril de 1797, reuniram-se em Bolonha os conselheiros do corpo legislativo da República Cispadana para eleger o diretório.
Napoleão Bonaparte, não satisfeito com os eleitos, em 19 de maio de 1797 ordenou que a Romagna (obtida com o Tratado de Tolentino) se unisse à República Cispadana e que dessa se retirasse Módena, Reggio Emilia, Ducado de Massa e Carrara para unir-se à República Transpadana.

## Fim da repúblicas Cispadana e Transpadana
Em 29 de junho de 1797, a República Transpadana uniu-se com a República Cispadana, dando origem à República Cisalpina.
Em seguida à vitoriosa campanha de Napoleão, com o Tratado de Campoformio firmado em 17 de outubro de 1797, a França cedia, a Ístria, a Dalmácia e a República de Veneza ao  Império Austríaco, que por sua vez, reconhecia a República Cisalpina, da qual Milão se tornou a capital.